# Тітіріджі жовтогрудий
Тітірі́джі жовтогрудий (Hemitriccus mirandae) — вид горобцеподібних птахів родини тиранових (Tyrannidae). Ендемік Бразилії. Вид названий на честь бразильського іхтіолога і герпетолога Аліпіо де Міранда-Рібейри.

## Опис
Довжина птаха становить 9,3-10 см. Верхня частина тіла рівномірно оливкова, крила і хвіст темно-оливкові з жовтувато-оливковими краями. На третьорядних махових перах широкі кремово-білі смуги. Обличчя, щоки і нижня частина тіла блідо-охристі або кремові, живіт білий, гузка жовтувата. Очі карі. Спів складається з трьох послідовних писків.

## Поширення і екологія
Жовтогруді тітіріджі мешкають на північному сході Бразилії, в штатах Сеара, Пернамбуку і Алагоас. Вони живуть у вологих і сухих тропічних лісах, віддають перевагу пальмовим заростям Attalea. Зустрічаються на висоті від 1500 до 7000 м над рівнем моря. Живляться безхребетними, на яких чатують серед рослинності на висоті від 2 до 5 м над землаю.

## Збереження
МСОП класифікує цей вид як вразливий. За оцінками дослідників, популяція жовтогрудих тітіріджі становить від 1700 до 7000 птахів. Їм загрожує знищення природного середовища.